# Jafar Panahi
Jafar Panahi (Parsis: جعفر پناهی) (født 11. juli 1960 i Mianeh i Iran) er en iransk filmskaber. Han har vundet adskillige internationale priser, herunder Den Gyldne Løve på Venedig Film Festival for filmen Dayereh i 2000, Sølvbjørnen på Berlin Filmfestival for filmen Offside i 2006 og Guldbjørnen i 2015 for Taxi. I 2025 vandt han Den Gyldne Palme ved filmfestivalen i Cannes for sin film It Was Just An Accident.
Panahi har gentagne gange været sat i fængsel og fået forbud mod at lave film af det iranske styre.

## Filmografi
- The Wounded Heads (Yarali Bashlar, 1988)
- Kish (1991)
- The Friend (Doust, 1992)
- The Last Exam (Akharin Emtehan, 1992)
- The White Balloon (Badkonake Sefid, 1995)
- Ardekoul (1997)
- The Mirror (Ayneh, 1997)
- The Circle (Dayereh, 2000)
- Crimson Gold (Talaye Sorkh, 2003)
- Offside (2006)